# Mighty Mo
Siala-Mou Siliga (apellido pronunciado Sahlingah; Pago Pago, Samoa Americana, 8 de octubre de 1970), también conocido como Mighty Mo, es un kickboxer, artista marcial mixto, boxeador y boxeador a puño limpio samoano-estadounidense que compitió en la división de peso pesado. Sus logros en K-1 incluyen el ganar los torneos K-1 World Grand Prix 2004 in Las Vegas II y K-1 World Grand Prix 2007 in Hawaii. En las artes marciales mixtas, ha competido por K-1 Hero's, Bellator MMA, DREAM, Road FC y también participó en los eventos Dynamite!! USA y Dynamite!! 2008. El 24 de septiembre de 2016, Siliga ganó el torneo de peso abierto de Road FC en Road FC 33 al noquear a Choi Hong-man de Corea del Sur.

## Carrera profesional

### Kickboxing
Mighty Mo hizo su debut en K-1 el 15 de febrero de 2004 en el evento K-1 Burning en Japón contra Hiraku Hori. Noqueó a Hori al minuto 1:22 en el cuarto asalto con un gancho de derecha. Después de perder en semifinales en su primer torneo de ocho hombres en Las Vegas contra Dewey Cooper, Mighty Mo hizo una gran remontada cuatro meses después en Battle of Bellagio II, ganando su primer Campeonato K-1 al noquear a Brecht Wallis en el segundo asalto en la final del torneo.
Después de un año fuera de K-1, regresó el 4 de marzo de 2007 en Yokohama, Japón. Su oponente era el surcoreano Choi Hong-man (2,18 m), quien nunca antes había sido noqueado en su carrera K-1 hasta que Mighty Mo (1,85 m) logró lanzar su característico golpe a la cabeza, ganando la pelea por KO a los cincuenta segundos en el segundo asalto. En ese momento, tenía el récord de «victoria con mayor diferencia de altura» (33 cm), lo que resultó en un KO a favor del más bajo en la historia de K-1. Sin embargo, el 31 de diciembre de 2007, en el torneo K-1 Dynamite en Osaka, el récord fue superado por el karateca danés Nicholas Pettas (1,78 m), que fue capaz de noquear al surcoreano Kim Young-hyun de 2,17 m (39 cm de diferencia de altura). En el boxeo profesional, el récord es de 38 cm de diferencia de altura cuando Randy Davis (1,80 m) noqueó a Tom Payne (2,18 m) en 1985.
El 28 de abril de 2007, Mo ingresó al torneo K-1 World GP 2007 in Hawaii como gran favorito. Noqueó a sus tres oponentes y se ganó un lugar en la K-1 World GP 2007 Elimination en Seúl, Corea del Sur.
El 23 de junio de 2007, Mighty Mo perdió por decisión unánime ante el campeón defensor de peso superpesado de K-1, Semmy Schilt, en el GP mundial de K-1 en Ámsterdam. Semmy usó su alcance para mantener a raya a Mighty Mo, y Mo no pudo acercarse lo suficiente para conectar su volado de derecha. Surgieron rumores de que Mo estaba teniendo lesiones en la rodilla y la mano de sus peleas anteriores. Había peleado 7 veces en los últimos 4 meses.
En el K-1 World GP 2007 in Seoul Final 16 del 29 de septiembre, se enfrentó a Choi Hong-man nuevamente y perdió por decisión unánime. Durante la pelea, recibió una patada en la ingle y el árbitro dictaminó inexplicablemente que lo había derribado. Fue citado en la entrevista posterior a la pelea: «Siento que me robaron. Debería haber ganado. Hubo mucho favoritismo aquí. [Choi] Debe haber aprendido una nueva técnica: una patada debajo del cinturón. Así que la próxima vez usaré un protector genital más grueso. Y la próxima vez quiero pelear en otro lugar».
En sus siguientes tres peleas tuvo una marca de 1-2, perdiendo ante Paul Slowinski y Keijiro Maeda antes de derrotar a Justice Smith el 9 de agosto de 2008.
Mighty Mo había reemplazado a Andrei Arlovski en el K-1 World Grand Prix 2010 in Seoul Final 16 en la pelea contra el rumano Raul Catinas y ganó por decisión unánime. Como resultado, Mo fue el único estadounidense en llegar al K-1 World Grand Prix 2010 Final el 11 de diciembre. Su oponente de cuartos de final fue Peter Aerts, quien lo venció por nocaut técnico en el primer asalto.
Mighty Mo fue eliminado por el ruso Serguéi Jaritónov en el United Glory World Series Finals en Moscú el 28 de mayo de 2011.
A partir de octubre de 2011, Mighty Mo se encontró en una racha de seis derrotas consecutivas en kickboxing, todas excepto una por nocaut.
Luego se enfrentó a Rick Roufus en Las Vegas el 22 de octubre de 2011. Sin embargo, no estaba médicamente autorizado para competir.
Se enfrentó a Raul Cătinaş, el último hombre al que pudo derrotar, en una pelea fuera del torneo en el SuperKombat World Grand Prix 2012 Final en Bucarest, Rumania, el 22 de diciembre de 2012, y perdió por decisión unánime.

### Carrera de artes marciales mixtas
Mo hizo su debut profesional en AMM en octubre de 2003. Ganó sus primeras tres peleas de AMM por nocaut en un período de tres años y medio.

#### K-1Dynamite!!
Originalmente se suponía que Mo enfrentaría a Choi Mu-bae en un combate de AMM en K-1 Dynamite!! el 2 de junio en Los Ángeles, California. No obstante, Choi fue reemplazado en el último minuto por Ruben «Warpath» Villareal. Mighty Mo dominó a Villareal, obligando al árbitro, Herb Dean, a detener la pelea a los 1:33 del primer asalto.
Mo se enfrentó a continuación al campeón de kickboxing K-1, Semmy Schilt, en el evento Fields Dynamite!! 2008 en una pelea de AMM, en la que Schilt derrotó a Mighty Mo en el primer asalto con un estrangulamiento (triangle choke).

#### DREAM
En 2009, Mo firmó con la promoción DREAM en Japón. Estaba listo para pelear contra Mirko «Cro Cop» Filipović en DREAM 10, pero Cro Cop se retiró después de volver a firmar con UFC.
En cambio, Mo hizo su debut contra Josh Barnett en DREAM 13 el 21 de marzo de 2010 y perdió por rendición en el primer asalto.

#### Bellator
En 2013, Mo volvió a centrar sus esfuerzos en AMM y firmó con Bellator. Hizo su debut en septiembre de 2013 en Bellator 100, donde derrotó a Dan Charles por nocaut técnico. Mo regresó poco más de un mes después en Bellator 106, donde derrotó a Ron Sparks por rendición.
En marzo de 2014, Mo ingresó al torneo de peso pesado de la décima temporada de Bellator. Se enfrentó al también kickboxer Peter Graham en el primer asalto en Bellator 111 el 7 de marzo de 2014. Mo ganó la pelea por rendición en el tercer asalto. En las semifinales, Mo se enfrentó al luchador ruso Alexander Volkov el 11 de abril de 2014 en Bellator 116. Perdió la pelea por nocaut en el primer asalto.
Mo fue liberado de la organización el 25 de agosto de 2014.

#### Road FC
El 9 de octubre de 2015 en Road FC 026 en Seúl, Corea del Sur, Mo derrotó a Choi Mu-bae por KO en el primer asalto en 37 segundos. El 26 de diciembre en Road FC 027 en Shanghái, China, Mo derrotó a Choi Mu-bae por nocaut técnico en el minuto 3:46 del primer asalto, en una revancha de su enfrentamiento en Road FC 26.
El 16 de abril de 2016 en Road FC 030 en Beijing, China, Mo derrotó a Hyun-man Myung con una neck cranck en el tercer asalto para ganar las semifinales del torneo de peso abierto. El 24 de septiembre en Road FC 033 en Seúl, Corea del Sur, Mo derrotó a Choi Hong-man por nocaut para ganar el Campeonato de peso abierto de Road FC. El 25 de septiembre Mo firmó un contrato exclusivo con el Road FC. El 10 de diciembre en Road FC 035 en Seúl, Corea del Sur, Mo retuvo su título de peso abierto con un nocaut en el primer asalto sobre Carlos Toyota. Mo luego se enfrentó a Dong-gook Kang en Road FC 040, ganando la pelea por nocaut técnico en el segundo asalto. Mo peleó con Gilbert Yvel en Road FC 47, perdiendo la pelea por rendición en el primer asalto.

### Boxeo a puño limpio
Mighty Mo ingresó al torneo Valor Bare Knuckle 1 Heavyweight Tournament, VBK:1, siendo este el evento debut de la organización de boxeo a puño limpio recién creada de Ken Shamrock. Mighty Mo derrotó a Rameau Sokoudjou por nocaut técnico en el tercer asalto y entró en la final contra Mark Godbeer. A diferencia de Godbeer, Mighty Mo no había podido derrotar rápidamente a su oponente anterior (Godbeer noqueó rápidamente a su primer oponente en menos de un minuto). Perdió por nocaut técnico después de que no pudo levantarse a tiempo para responder a la cuenta de 10.

## Estilo de lucha
Mighty Mo es en gran parte un luchador de pie conocido por su fuerte poder de golpe; específicamente posee un poderoso volado de derecha y lo ha usado para noquear a varios de sus oponentes.

## Registro de artes marciales mixtas
| Resultado | Récord | Oponente         | Método                         | Evento                         | Fecha                    | Asalto | Tiempo | Localización                             | Notas |
| --------- | ------ | ---------------- | ------------------------------ | ------------------------------ | ------------------------ | ------ | ------ | ---------------------------------------- | ----- |
| Derrota   | 12-6   | Gilbert Yvel     | Rendición técnica (armbar)     | Road FC 047                    | 12 de mayo de 2018       | 1      | 3:43   | Beijing, China                           |       |
| Victoria  | 12-5   | Dong-gook Kang   | TKO (golpes)                   | Road FC 040                    | 15 de julio de 2017      | 2      | 2:27   | Seúl, Corea del Sur                      |       |
| Victoria  | 11-5   | Carlos Toyota    | KO (golpes)                    | Road FC 035                    | 10 de diciembre de 2016  | 1      | 1:10   | Seúl, Corea del Sur                      |       |
| Victoria  | 10-5   | Choi Hong-man    | KO (golpe)                     | Road FC 033                    | 24 de septiembre de 2016 | 1      | 4:06   | Seúl, Corea del Sur                      |       |
| Victoria  | 9-5    | Hyun-man Myung   | Rendición (neck cranck)        | Road FC 030 in China           | 16 de abril de 2016      | 3      | 1:12   | Beijing, China                           |       |
| Victoria  | 8-5    | Mu-bae Choi      | TKO (golpes)                   | Road FC 027 in China           | 26 de diciembre de 2015  | 1      | 3:46   | Shanghái, China                          |       |
| Victoria  | 7-5    | Mu-bae Choi      | KO (golpe)                     | Road FC 026                    | 9 de octubre de 2015     | 1      | 0:37   | Seúl, Corea del Sur                      |       |
| Derrota   | 6-5    | Denis Stojnić    | Decisión (unánime)             | HIT-FC                         | 27 de junio de 2015      | 3      | 5:00   | Zúrich, Suiza                            |       |
| Derrota   | 6-4    | Alexandru Lungu  | TKO (golpes)                   | Real Xtreme Fighting 15        | 15 de diciembre de 2014  | 1      | 0:52   | Bucarest, Rumania                        |       |
| Derrota   | 6-3    | Alexander Volkov | KO (patada a la cabeza)        | Bellator 116                   | 11 de abril de 2014      | 1      | 2:44   | Temecula, California, Estados Unidos     |       |
| Victoria  | 6-2    | Peter Graham     | Rendición (arm-triangle choke) | Bellator 111                   | 7 de marzo de 2014       | 3      | 2:31   | Thackerville, Oklahoma, Estados Unidos   |       |
| Victoria  | 5-2    | Ron Sparks       | Rendición (keylock)            | Bellator 105                   | 25 de octubre de 2013    | 1      | 2:52   | Río Rancho, Nuevo México, Estados Unidos |       |
| Victoria  | 4-2    | Dan Charles      | TKO (golpes)                   | Bellator 100                   | 20 de septiembre de 2013 | 3      | 1:26   | Phoenix, Arizona, Estados Unidos         |       |
| Derrota   | 3-2    | Josh Barnett     | Rendición (kimura)             | DREAM 13                       | 22 de marzo de 2010      | 1      | 4:41   | Yokohama, Kanagawa, Japón                |       |
| Derrota   | 3-1    | Semmy Schilt     | Rendición (triangle choke)     | Fields Dynamite!! 2008         | 31 de diciembre de 2008  | 1      | 5:31   | Saitama, Saitama, Japón                  |       |
| Victoria  | 3-0    | Ruben Villareal  | TKO (golpes)                   | Dynamite!! USA                 | 2 de junio de 2007       | 1      | 1:33   | Los Ángeles, California, Estados Unidos  |       |
| Victoria  | 2-0    | Kim Min-soo      | KO (golpe)                     | HERO'S 8                       | 12 de marzo de 2007      | 1      | 2:37   | Nagoya, Aichi, Japón                     |       |
| Victoria  | 1-0    | Mark Smith       | KO (rodillazo al cuerpo)       | UAGF 4: Ultimate Cage Fighting | 12 de octubre de 2003    | 2      | 2:36   | Upland, California, Estados Unidos       |       |

## Registro de boxeo
| Resultado | Récord | Oponente            | Método | Fecha                   | Asalto | Tiempo    | Localización                                                     | Notas |
| --------- | ------ | ------------------- | ------ | ----------------------- | ------ | --------- | ---------------------------------------------------------------- | ----- |
| Victoria  | 2-1    | William Jackson     | KO     | 2 de agosto de 2007     | 1      | Sin datos | Marriott Hotel, Irvine, California, Estados Unidos               |       |
| Victoria  | 1-1    | Christopher Valente | KO     | 17 de noviembre de 2006 | 1      | Sin datos | Morongo Casino Resort & Spa, Cabazon, California, Estados Unidos |       |
| Derrota   | 0-1    | Lamar Stephens      | puntos | 18 de mayo de 2006      | 3      | 3:00      | Hard Rock Live Arena, Hollywood, Florida, Estados Unidos         |       |